# BRDC International Trophy 1966
Il 18° BRDC International Trophy fu una gara automobilistica di Formula 1, disputata il 14 maggio 1966 sul circuito di Silverstone. La corsa si disputò sulla distanza di 35 giri e fu vinta dal pilota australiano Jack Brabham sulla Brabham-Repco BT19.  La gara si disputò una sola settimana prima del Gran Premio di Monaco 1966 prima gara del campionato mondiale 1966.
La stagione 1966 fu assai significativa e difficile in quanto il regolamento della Formula 1 era stato cambiato elevando la capacità massima dei motori a 3000 cm³ se aspirati o 1500 se sovralimentati, contro la cilindrata massima di 1500 cm³ per motori aspirati del periodo 1961-1965. Il cambiamento fu difficoltoso, e le scuderie si trovarono talvolta impreparate.

## Pre-gara
Vi furono molti problemi per i costruttori per fornirsi di motori di cilindrata maggiorata . Solo quattro team furono in grado di avere a disposizione sin dall'inizio della stagione dei motori 3 litri: la Ferrari e la Lotus con nuove vetture e il team di Jack Brabham che utilizzava motori australiani della Repco. Il quarto era la Cooper che sulla nuova vetture (la prima con telaio a monoscocca, la T81, aveva installato quello che in fondo era il vecchio motore della Maserati degli anni 50 (quello che aveva vinto installato sulla Maserati 250F, incrementato di cilindrata). Il nuovo motore 16 cilindri “ad H” della BRM era ancora lontano dall'essere a punto e costrinse Peter Arundell a rinunciare a partecipare con la sua Lotus-BRM.
Mentre venivano elevati a 2 litri gli 8 cilindri BRM e Lotus, alcuni team ripescarono i vetusti 4 cilindri 2500 della Coventry-Climax (campioni nel 1959-60 sulla Cooper) con cilindrata elevata a 2,7 litri. Tali motori erano ancora utilizzati in categorie diverse come la Tasman Cup.

## Prove e gara
Sin dalle prove apparve chiaro che la gara sarebbe stata un affare tra la Ferrari di John Surtees e la vettura di Jack Brabham.
La coppia si qualificò in prima fila con Brabham in pole position con solo 0,2 secondi di vantaggio.
La gara seguì questo copione con Brabham che prese la testa davanti a Surtees. Malgrado l'ottimo terzo tempo in prova, Jochen Rindt ebbe notevoli problemi alla sua Cooper e terminò quinto la gara.
La sorpresa fu la Cooper di Jo Bonnier, schierata dal pilota e dal suo Anglo-Suisse Racing Team, dipinta nei colori svizzeri biancorossi. Riuscì a risalire dal 6 al terzo posto. Sarà questo l'ultimo podio di Bonnier nella sua carriera decennale in Formula 1. Dietro di lui Denny Hulme, quarto con una vecchia Brabham.

## Risultati
| Pos. | Pilota         | vetture                     | Giri | tempo/rit.       | Griglia |
| ---- | -------------- | --------------------------- | ---- | ---------------- | ------- |
| 1    | Jack Brabham   | Brabham BT19-Repco          | 35   | 52:57.6          | 1       |
| 2    | John Surtees   | Ferrari 312                 | 35   | + 7.4 s          | 2       |
| 3    | Jo Bonnier     | Cooper T81-Maserati         | 35   |                  | 6       |
| 4    | Denny Hulme    | Brabham BT11/22-Climax 2,7L | 35   |                  | 5       |
| 5    | Jochen Rindt   | Cooper T81-Maserati         | 34   | a 1 giri         | 3       |
| 6    | John Taylor    | Brabham BT11-BRM 2L         | 33   | a 2 giri         | 10      |
| 7    | Bob Anderson   | Brabham BT11-Climax 2,7L    | 32   | a 3 giri         | 9       |
| 8    | Paul Hawkins   | Lotus 25-Climax 2,7 L       | 31   | a 4 giti         | 13      |
| 9    | Vic Wilson     | BRM P261 V8 2L              | 24   | a 11 gtri        | 11      |
| DNF  | Jo Siffert     | Cooper T81-Maserati         |      | rit              | 14      |
| DNF  | Richie Ginther | Cooper T81-Maserati         |      | surriscaldamento | 8       |
| DNF  | Mike Spence    | Lotus 25/33-BRM             |      | motore           | 4       |
| DNS  | Guy Ligier     | Cooper T81-Maserati         |      | non partito      | (12)    |

1. ↑  qualificato 7, partì ultimo su vettura di riserva